# Communauté de communes Grand Sud Tarn-et-Garonne
La communauté de communes Grand Sud Tarn et Garonne est une communauté de communes française, située dans le département de Tarn-et-Garonne et la région Occitanie. Son périmètre est situé au sud du département de Tarn-et-Garonne, entre Toulouse et Montauban, et englobe 25 communes pour près de 43 000 habitants.
Son siège est situé à Labastide-Saint-Pierre. Il s'agit d'un établissement public de coopération intercommunale (EPCI) à fiscalité propre.

## Historique
Elle est créée à la suite du Schéma de coopération intercommunale (SDCI) prenant effet le 1er janvier 2017 et entraînant la fusion des communautés de communes Garonne et Canal, du Pays de Garonne et Gascogne et du Terroir de Grisolles et Villebrumier (sans Reyniès). Les syndicats Grand Sud Logistique (zone d'activités) et SIEEOM Grisolles-Vedun (déchets) rejoignent aussi la nouvelle intercommunalité.
Le siège est celui de l'ancienne communauté de communes du Terroir de Grisolles et Villebrumier (Labastide-Saint-Pierre) mais les bureaux des anciennes communautés de communes de Garonne et Canal (Montech) et du Pays de Garonne et Gascogne (Verdun-sur-Garonne) serviront d'antenne de proximité.
Elle est membre du Pôle d'équilibre territorial et rural Garonne-Quercy-Gascogne depuis 2017.
Le 1er janvier 2018, la commune de Lacourt-Saint-Pierre quitte la communauté de communes Grand Sud Tarn-et-Garonne pour rejoindre la communauté d'agglomération du Grand Montauban.
Le 1er janvier 2019, la commune d'Escatalens quitte la communauté de communes Grand Sud Tarn-et-Garonne pour rejoindre la communauté d'agglomération du Grand Montauban.

## Territoire communautaire

### Géographie
La communauté de communes se situe dans le sud du département de Tarn-et-Garonne, entre les villes de Toulouse et de Montauban. Ce territoire s'étend de Saint-Sardos à Varennes, villages distants de près de 30 km, et les villes les plus importantes sont Montech, Labastide-Saint-Pierre, Verdun-sur-Garonne et Grisolles.
La majorité des communes du territoire sont membres de l'aire urbaine de Toulouse, dans l'agglomération est située à une vingtaine de kilomètres au sud du territoire. Cependant, une commune fait partie de l'aire urbaine de Montauban (Montbartier), dont la ville-centre est très proche du territoire, alors que d'autres sont dites « isolées », surtout au nord-ouest de la communauté de communes.
L'urbanisation du territoire est limitée, car celui-ci compte uniquement des villages ou des petites villes. Mais, suivant un phénomène de périurbanisation, le territoire voit une urbanisation croissante depuis la fin du XXe siècle. La densité de la communauté de communes est relativement faible (moins de 100 habitants/km2), même si elle tend à augmenter dans les prochaines années.
En 2020, deux communes de la communauté de communes Grand Sud Tarn-et-Garonne intègrent l'unité urbaine de Toulouse : Grisolles et Pompignan.

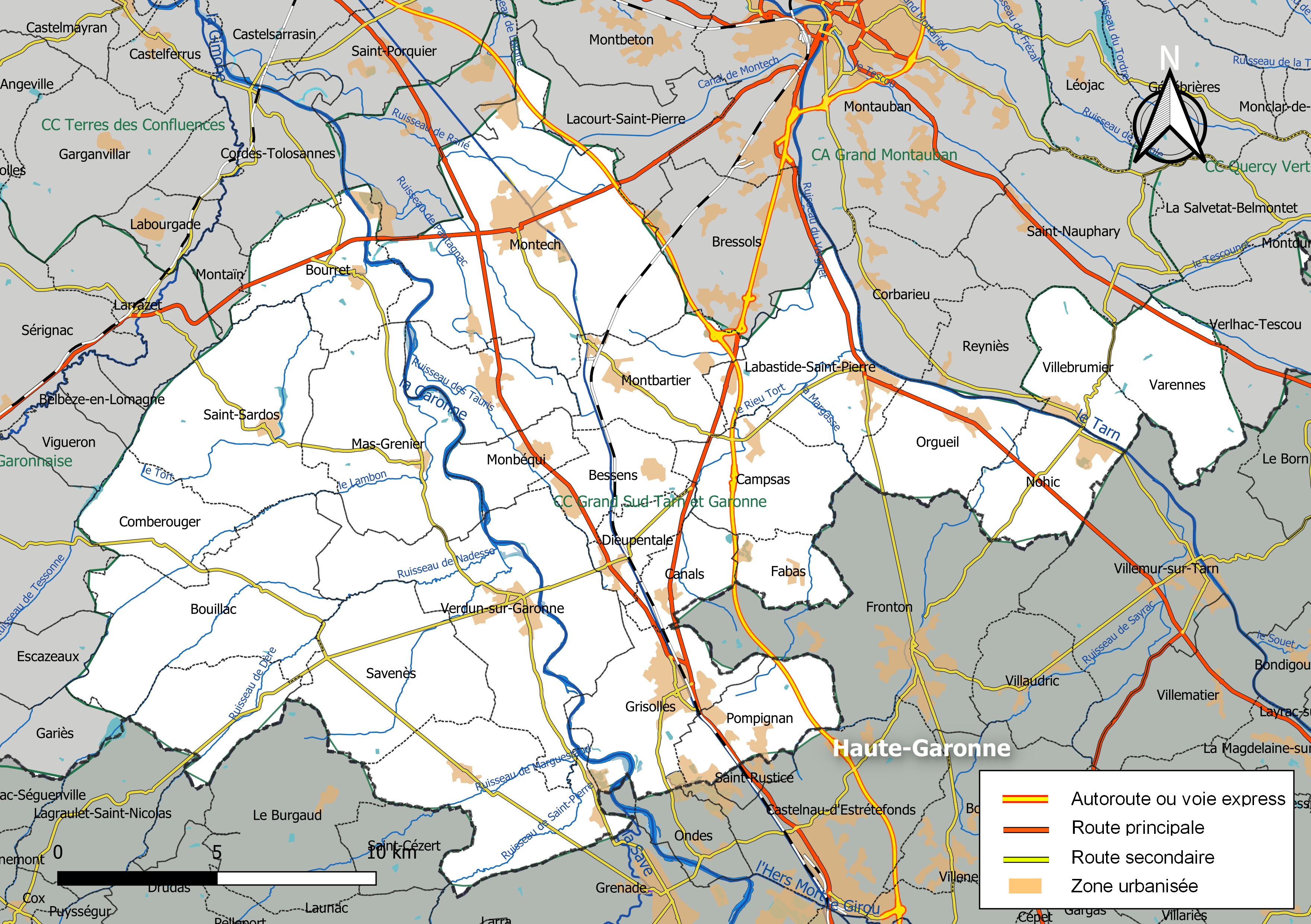
Carte de la communauté de communes Grand Sud Tarn et Garonne au 1er janvier 2019.

### Environnement
La place des espaces naturels reste très importante sur le territoire. Ce dernier, traversé par le Tarn à l'est et la Garonne à l'ouest, compte encore des espaces ruraux très vastes, ainsi que quelques espaces boisés. Le Canal du Midi traverse également l'intercommunalité. Une importante forêt existe également à Montech.

### Composition
La communauté de communes est composée des 25 communes suivantes :

| Nom                            | Code Insee | Gentilé           | Superficie (km2) | Population (dernière pop. légale) | Densité (hab./km2) |
| ------------------------------ | ---------- | ----------------- | ---------------- | --------------------------------- | ------------------ |
| Labastide-Saint-Pierre (siège) | 82079      | Bastidiens        | 20,64            | 3 763 (2022)                      | 182                |
| Aucamville                     | 82005      | Aucamvillois      | 22,91            | 1 552 (2022)                      | 68                 |
| Beaupuy                        | 82014      | Beaupuysiens      | 11,81            | 274 (2022)                        | 23                 |
| Bessens                        | 82017      | Bessinois         | 9,27             | 1 470 (2022)                      | 159                |
| Bouillac                       | 82020      | Bouillacois       | 30,45            | 577 (2022)                        | 19                 |
| Bourret                        | 82023      | Bourretois        | 16,48            | 974 (2022)                        | 59                 |
| Campsas                        | 82027      | Campsasais        | 15,01            | 1 472 (2022)                      | 98                 |
| Canals                         | 82028      | Canalais          | 7,35             | 807 (2022)                        | 110                |
| Comberouger                    | 82043      | Comberougerais    | 12,22            | 268 (2022)                        | 22                 |
| Dieupentale                    | 82048      | Dieupentalais     | 6,14             | 1 644 (2022)                      | 268                |
| Fabas                          | 82057      | Fabasiens         | 6,3              | 695 (2022)                        | 110                |
| Finhan                         | 82062      | Finhanais         | 11,48            | 1 475 (2022)                      | 128                |
| Grisolles                      | 82075      | Grisollais        | 17,6             | 4 206 (2022)                      | 239                |
| Mas-Grenier                    | 82105      | Maséens           | 24,66            | 1 303 (2022)                      | 53                 |
| Monbéqui                       | 82114      | Monbéquinois      | 6,78             | 656 (2022)                        | 97                 |
| Montbartier                    | 82123      | Montbartierens    | 15,01            | 1 727 (2022)                      | 115                |
| Montech                        | 82125      | Montéchois        | 50,14            | 6 657 (2022)                      | 133                |
| Nohic                          | 82135      | Nohicois          | 12,61            | 1 384 (2022)                      | 110                |
| Orgueil                        | 82136      | Orgueillois       | 14,03            | 1 721 (2022)                      | 123                |
| Pompignan                      | 82142      | Pompignanais      | 12,17            | 1 810 (2022)                      | 149                |
| Saint-Sardos                   | 82173      | Saint-Sardossiens | 26,56            | 1 135 (2022)                      | 43                 |
| Savenès                        | 82178      | Savenésiens       | 22,57            | 828 (2022)                        | 37                 |
| Varennes                       | 82188      | Varennois         | 14,76            | 640 (2022)                        | 43                 |
| Verdun-sur-Garonne             | 82190      | Verdunois         | 36,26            | 4 914 (2022)                      | 136                |
| Villebrumier                   | 82194      | Villebrumiérains  | 11,38            | 1 349 (2022)                      | 119                |

### Démographie
| 1968   | 1975   | 1982   | 1990   | 1999   | 2010   | 2015   | 2021   |
| ------ | ------ | ------ | ------ | ------ | ------ | ------ | ------ |
| 18 820 | 19 654 | 21 404 | 23 706 | 26 140 | 37 183 | 40 641 | 43 119 |

## Administration

### Conseil communautaire
Les 56 délégués sont ainsi répartis comme suit :
| Nombre de délégués | Communes |
| ------------------ | --- |
| 6                  | Montech, Verdun-sur-Garonne                                                                                           |
| 5                  | Grisolles, Labastide-Saint-Pierre                                                                                     |
| 3                  | Dieupentale, Orgueil                                                                                                  |
| 2                  | Aucamville, Bessens, Bourret, Campsas, Finhan, Mas-Grenier, Montbartier, Nohic, Pompignan, Saint-Sardos, Villebrumier |
| 1                  | Les autres communes                                                                                                   |

### Présidence
| Période        | Période  | Identité           | Étiquette | Qualité                                                           |
| -------------- | -------- | ------------------ | --------- | ----------------------------------------------------------------- |
| 7 janvier 2017 | En cours | Marie-Claude Nègre | PRG       | Maire de Campsas Conseillère départementale de Verdun-sur-Garonne |

### Vice-présidents
Le bureau de l'intercommunalité, modifié lors du conseil communautaire du 28 avril 2022, est composé d'une présidente et de 13 vice-présidents :
|     | Attributions                                                           | Identité               | Qualité                                    |
| --- | ---------------------------------------------------------------------- | ---------------------- | ------------------------------------------ |
| 1er | Développement touristique                                              | Jacques Moignard       | Maire de Montech                           |
| 2e  | Aménagement de l'espace                                                | Stéphane Tuyères       | Maire de Verdun-sur-Garonne                |
| 3e  | GEMAPI et assainissement non collectif                                 | Alain Belloc           | Maire de Pompignan                         |
| 4e  | Développement économique, emploi et formation                          | Serge Castella         | Maire de Grisolles                         |
| 5e  | Enfance et jeunesse                                                    | Willy Authesserre      | Maire d'Orgueil                            |
| 6e  | Aménagement des zones d'activités                                      | Jean-Claude Raynal     | Maire de Montbartier                       |
| 7e  | Finances                                                               | Marie-Christine Coulon | Maire de Savenès                           |
| 8e  | Déchets                                                                | Jérôme Beq             | Maire de Labastide-Saint-Pierre            |
| 9e  | Voirie                                                                 | Frédéric Ius           | Maire de Bourret                           |
| 10e | Énergie, climat, développement durable et des bâtiments intercommunaux | Jean-Luc Bochu         | Adjoint au maire de Labastide-Saint-Pierre |
| 12e | Politiques sociales                                                    | Isabelle Laveron       | Adjointe au maire de Montech               |
| 12e | Culture et patrimoine                                                  | Monique Favier         | Adjointe au maire de Villebrumier          |
| 13e | Police municipale                                                      | Philippe Estanove      | Conseiller municipal de Mas-Grenier        |

## Identité visuelle

Logo de janvier 2017 à février 2018
Logo depuis février 2018

## Compétences

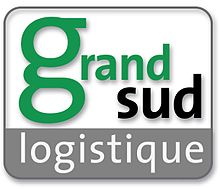
Logo de Grand Sud Logistique

- La gestion de la zone Grand Sud Logistique (le Syndicat Mixte Grand Sud Logistique en avait la gestion) et des autres zones d'activités.
- Le parc de loisirs de Saint-Sardos (la communauté de communes Garonne Gascogne en avait la gestion).
- Les syndicats de déchets des anciennes communautés de communes.
- La police municipale.
- Le service Petite-enfance (crèches, RAM).
- Routes communales hors agglomération.
- Écoles de musique.
- Transports à la demande.

## Agglomération toulousaine
Deux communes font partie de Unité urbaine de Toulouse dans le nouveau zonage de 2020 (Grisolles et Pompignan).
D'autres communautés intercommunales existent dans l'unité urbaine toulousaine mais à ce jour sans projet de fusion :
1. Toulouse Métropole : 832348 (2022)
2. Le Muretain Agglo : 129300 (2022)
3. Sicoval : 83758 (2022)
4. Le Grand Ouest Toulousain Agglomération : 48345 (2021)
5. Communauté de communes des Hauts Tolosans : 35414 (2021)
6. Communauté de communes du Frontonnais : 28233 (2021)
7. Communauté de communes des coteaux du Girou : 22837 (2021)
8. Communauté de communes des Coteaux-Bellevue : 21009 (2021)